# 聖阿納德瓦伊卡瓦喬區
14°41′38″S 74°07′27″W / 14.69389°S 74.12417°W
聖阿納德瓦伊卡瓦喬區（西班牙語：Distrito de Santa Ana de Huaycahuacho），是秘魯的一個區，位於該國中南部阿亞庫喬大區的盧卡納斯省，始建於1962年5月21日，面積50.6平方公里，海拔高度2,967米，2005年人口739，人口密度每平方公里15人。